# Шумски гуштер
Шумски гуштер (Darevskia praticola) је врста гуштера са распрострањењем у Европи и Азији. То је мали гуштер са дужином тела до 6,5 cm и репом који је обично два пута дужи од од тела.

## Распознавање
Леђа су им светлобраон боје са неиспрекиданом тамном пругом дуж кичменог стуба. Бокови тела су такође тамни. Боја трбуха варира од светложуте до изразито жуте (у сезони парења), док је грлени регион бео. Женке су крупније од мужјака.

## Распрострањеност
Ареал ове врсте је подељен на два дела: западни део (југоисточна Европа) и источни део (област Кавказа). Западна граница ареала је у источној и југоисточној Србији. Ареал се даље пружа преко западне и југозападне Румуније, преко већег дела Бугарске, североисточне Грчке до европског дела Турске (Тракија). Источни део ареала обухвата северозападни Иран, Азербејџан, Јерменију, Грузију и кавкаски део Русије.